# 西仰陵站
西仰陵站是石家庄地铁3号线的地铁车站，位于中华人民共和国河北省石家庄市裕华区金沙江路与封龙大街交叉口，于2021年4月6日开通。

## 车站结构
西仰陵站位于金沙江路与封龙大街交叉口，沿金沙江路呈东西向布置，为地下两层岛式站台车站，车站长513.7米，标准段宽20.3米，车站地下一层为站厅层，地下二层为站台层，站台设置全高站台门。车站东侧设有两条存车线。
| 地面              | 出入口 | B、C、D出入口                                                                                               |
| 地下一层          | 站厅   | 客服中心、自动售票机、验票机                                                                                |
| 地下二层          | 站台   | \| \| \| █ 3号线往西三庄（东二环南路） \| \| 島式 · 開左邊车门 \| \| \| \| \| \| █ 3号线往乐乡（中仰陵） \| |
|                   |        | █ 3号线往西三庄（东二环南路）                                                                               |
| 島式 · 開左邊车门 |        | |
|                   |        | █ 3号线往乐乡（中仰陵）                                                                                     |

## 车站出口
西仰陵站目前开放3个出入口，各出口及周围设施如下所示：
| 出口编号                             | 照片 | 地点             | 可到达目的地           |
| ------------------------------------ | ---- | ---------------- | ---------------------- |
| 出口 · B · 扶手电梯标志              |      | 金沙江路（南侧） | 雅都园                 |
| 出口 · C · 扶手电梯标志              |      | 金沙江路（南侧） | 西仰陵新村             |
| 出口 · D · 升降机标志 · 扶手电梯标志 |      | 金沙江路（北侧） | 石家庄高新区塔北路小学 |
| 註： 設有 \| 設有扶手電梯            |      |                  |                        |

## 接驳交通

### 公交车
- 西仰陵地铁站：31路

## 历史
车站建设时期工程名为中仰陵站，开通前确定以西仰陵站作为车站正式名称。而其东侧规划名为天山大街站的相邻车站被命名为中仰陵站。
- 2020年6月7日，车站主体结构封顶[2]。
- 2021年4月6日，本站随3号线一期东段及二期工程通车一同开通[1]。